# Warcisław II gdański
Warcisław II gdański (ur. ok. 1237, zm. 9 maja 1271) – syn Świętopełka Wielkiego, młodszy brat Mściwoja II, książę gdański w latach 1266–1270.
Po śmierci Świętopełka w styczniu 1266 został księciem gdańskim. Na tle podziału ojcowizny doszło do sporu między braćmi. Mściwoj zajął w 1270 Gdańsk i zmusił Warcisława do opuszczenia Pomorza. Gościnę znalazł u księcia inowrocławskiego Siemomysła, który przekazał mu nadgraniczny gród Wyszogród. 9 maja 1271 przygotowujący się do odzyskania ojcowizny, Warcisław zmarł. Istnieje możliwość, że zginął w wyniku zamachu dokonanego z rozkazu starszego brata. Pochowany został w kościele franciszkańskim w Inowrocławiu.
Władcy Pomorza gdańskiego z dynastii Sobiesławiców (z uwzględnieniem podziałów dzielnicowych).
| Sobiesław namiestnik pomorski 1155–1177/80 | Sambor I gdański namiestnik pomorski 1177/80-1205 | Mściwój I gdański namiestnik pomorski 1205-1219/20 | Świętopełk II Wielki namiestnik pomorski 1219/20-1227 ks. gdański 1227-1266 | Świętopełk II Wielki namiestnik pomorski 1219/20-1227 ks. gdański 1227-1266 | Warcisław II ks. gdański 1266–1270 | Mściwój II ks. pomorski 1270-1294 | Mściwój II ks. pomorski 1270-1294 |
| Sobiesław namiestnik pomorski 1155–1177/80 | Sambor I gdański namiestnik pomorski 1177/80-1205 | Mściwój I gdański namiestnik pomorski 1205-1219/20 | Warcisław I ks. świecko- lubiszewski 1227-1227/33                           | Racibor ks. białogardzki 1233-1262                                          | Warcisław II ks. gdański 1266–1270 | Mściwój II ks. pomorski 1270-1294 | Mściwój II ks. pomorski 1270-1294 |
| Sobiesław namiestnik pomorski 1155–1177/80 | Sambor I gdański namiestnik pomorski 1177/80-1205 | Mściwój I gdański namiestnik pomorski 1205-1219/20 | Warcisław I ks. świecko- lubiszewski 1227-1227/33                           | Sambor II ks. lubiszewski (tczewski) 1233-1269                              |                                    | Mściwój II ks. pomorski 1270-1294 | Mściwój II ks. pomorski 1270-1294 |
| Sobiesław namiestnik pomorski 1155–1177/80 | Sambor I gdański namiestnik pomorski 1177/80-1205 | Mściwój I gdański namiestnik pomorski 1205-1219/20 | Warcisław I ks. świecko- lubiszewski 1227-1227/33                           | Mściwój II Pomorski ks. świecki 1255–1270                                   |                                    | Mściwój II ks. pomorski 1270-1294 | Mściwój II ks. pomorski 1270-1294 |